# Liste der klassischen Bluessängerinnen
Die Liste der klassischen Bluessängerinnen enthält Interpretinnen des Vaudeville-Blues, einer frühen Form der Bluesmusik, die in den 1920er Jahren populär wurde. Es handelt sich um eine Mischung aus traditionellem Folk Blues und städtischer Theatermusik. Die Sängerinnen wurden von Pianisten oder kleinen Jazz-Combos begleitet. Die gelisteten Sängerinnen trugen maßgeblich zur Verbreitung des Blues bei.

## A
- Mozelle Alderson (1904–1994)[1]
- Ora Alexander (1896?–)[2]

## B

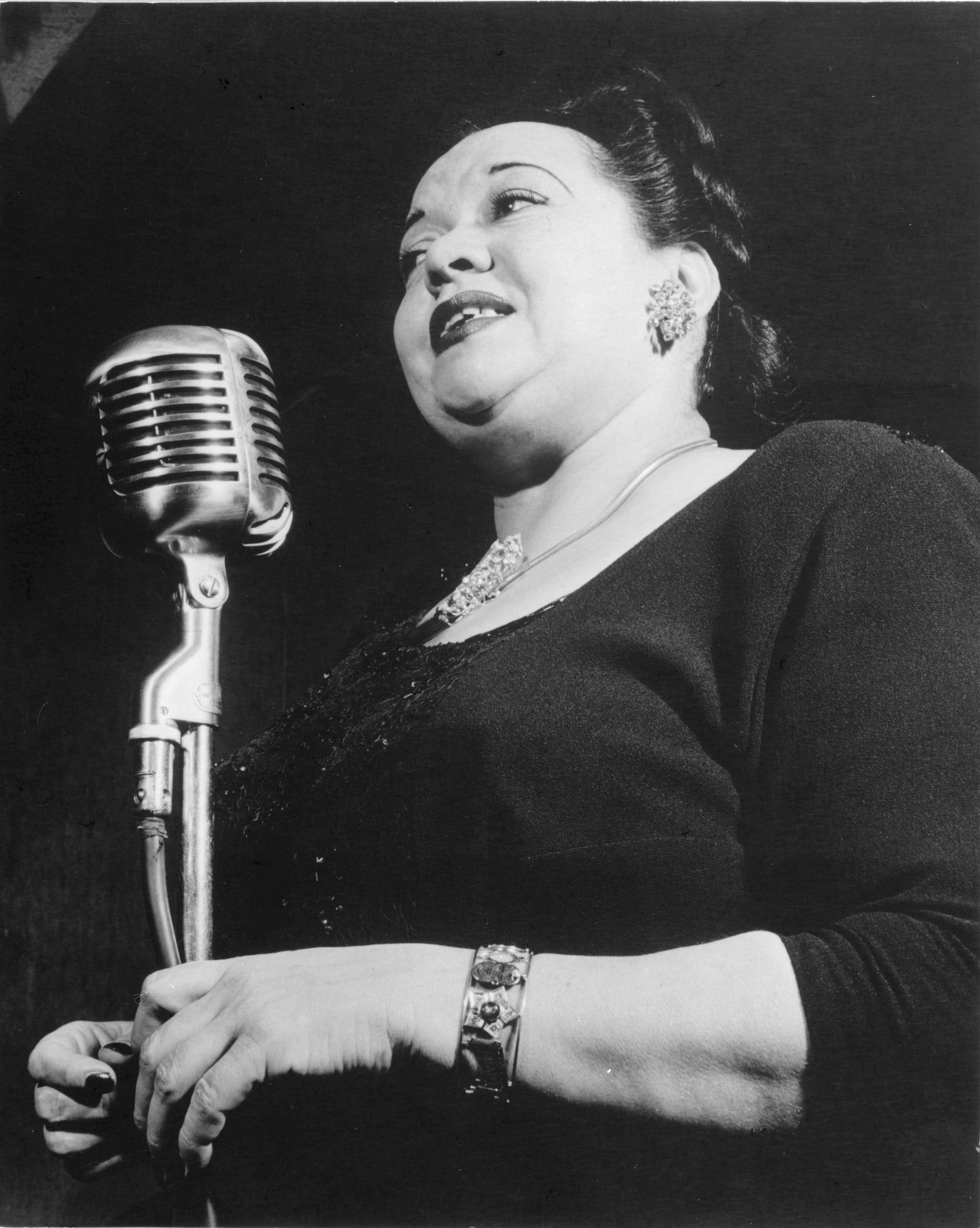
Mildred Bailey

- Mildred Bailey (1907–1951)[3]
- Blue Lu Barker (1913–1998)[4]
- Gladys Bentley (1907–1960)[5]
- Esther Bigeou (≈1895–1936)[6]
- Lucille Bogan (1897–1948)[7]
- Ada Brown (1890–1950)[8]
- Bessie Brown (1890–1955)[9]
- Eliza Brown (1903–1983)[10]
- Kitty Brown (1899–≈1992)[11]

## C
- Alice Leslie Carter[12]
- Martha Copeland (≈1891–)[13]
- Ida Cox (1896–1967)[14]
- Katie Crippen (1895–1929)[15]

## D
- Madlyn Davis (≈1899–)[16]
- Mattie Dorsey[17]

## E
- Bernice Edwards (≈1910–1969)[18]

## F
- Ethel Finnie (1898–1981)[19]
- Miss Frankie[20]

## G
- Cleo Gibson[21]
- Lillian Glinn (1902–1978)[22]
- Lillian Goodner (1896–1994)[23]
- Ida Goodson (1909–2000)[24]

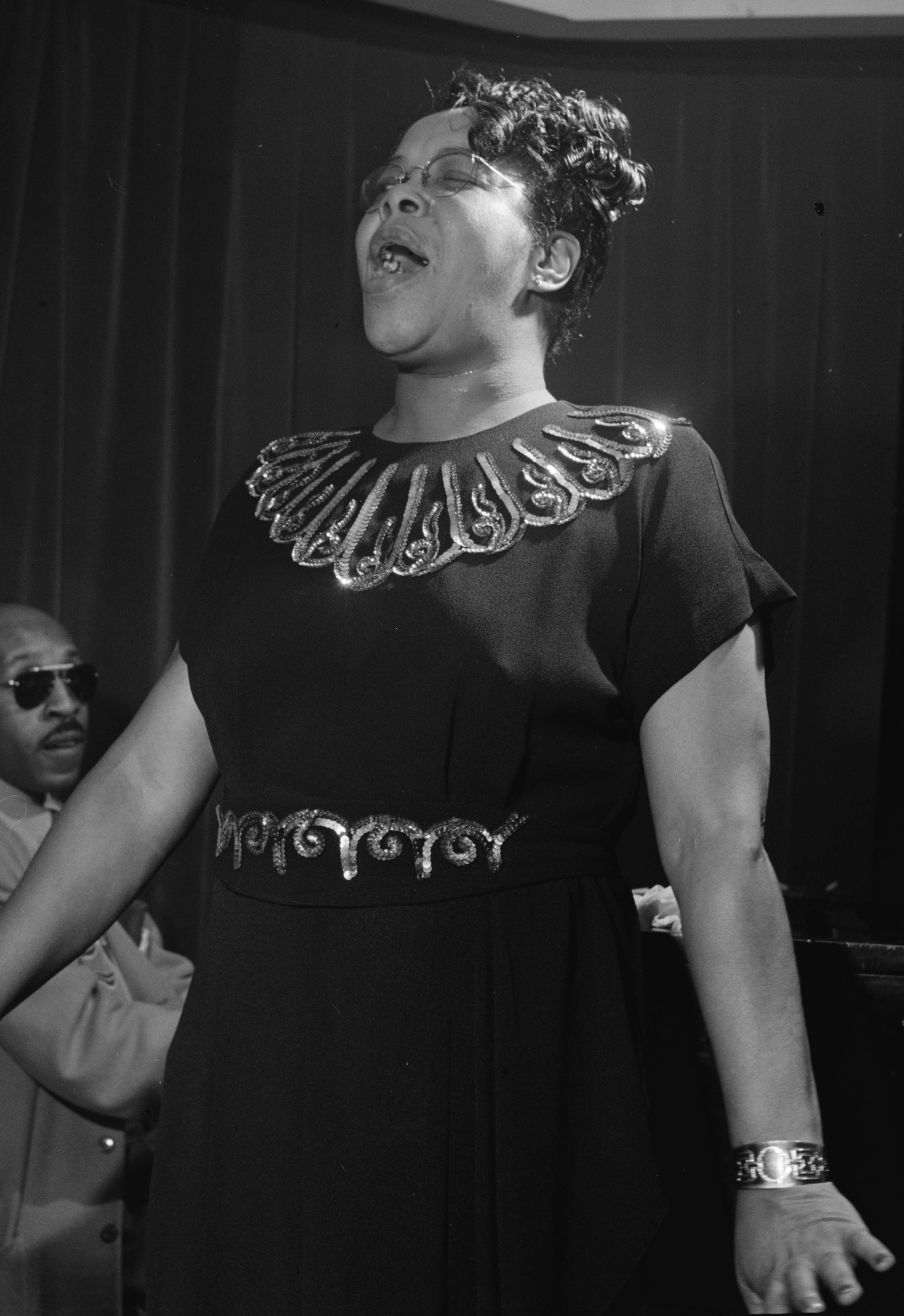
Bertha „Chippie“ Hill

- Fannie May Goosby (1902–nach 1934)[19]
- Coot Grant (1893–1970)[25]
- Helen Gross (1896–)[26]

## H
- Marion Harris (1896–1944)[27]
- Lucille Hegamin (1894–1970)[14]
- Edmonia Henderson (1900–1947)[28]
- Katherine Henderson (1909–2002)[28]
- Rosa Henderson (1896–1968)[14]
- Edna Hicks (≈1891–1925)[29]
- Bertha Hill (1905–1950)[14]
- Mattie Hite (1889–1934)[30]
- Rosetta Howard (1913–1974)[31]
- Helen Humes (1913–1981)[32]
- Alberta Hunter (1895–1984)[33]

## I
- Bertha Idaho (≈1895–)[34]

## J

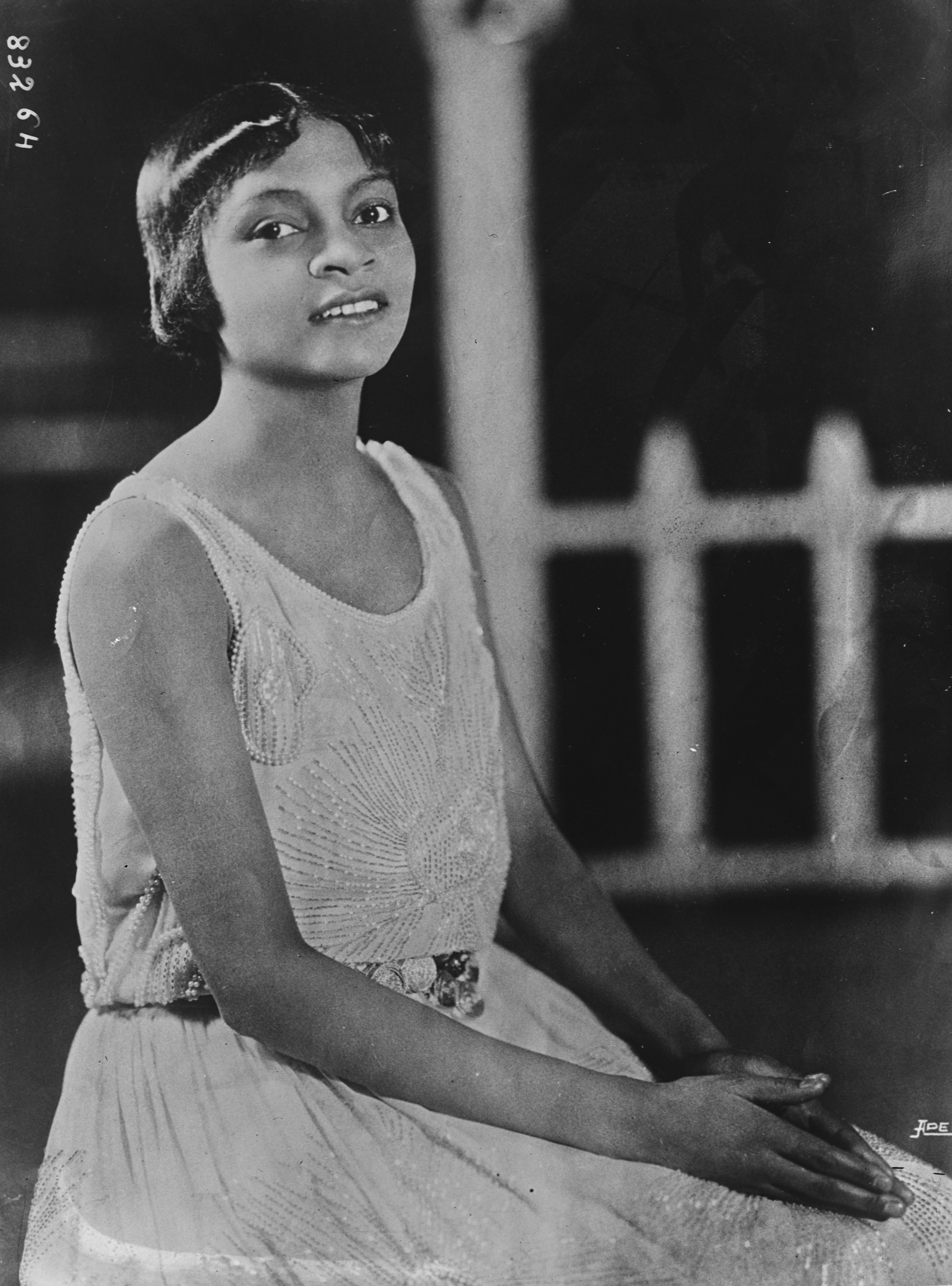
Florence Mills (1923)

- Edith North Johnson (1903–1988)[35]
- Lil Johnson (1900–)[36]
- Mary Johnson (≈1900–1970)[37]
- Merline Johnson (≈1900–)[38]
- Maggie Jones (≈1900–nach 1934)[39]

## L
- Virginia Liston (≈1900–1932)[40]

## M
- Ida May Mack[41]
- Daisy Martin[42]
- Sara Martin (1884–1955)[43]
- Viola McCoy (≈1900–1956)[30]
- Hazel Meyers[19]
- Josie Miles (≈1900–)[44]
- Lizzie Miles (1895–1963)[45]
- Florence Mills (1896?–1927)[46]
- Monette Moore (1902–1962)[47]

## R

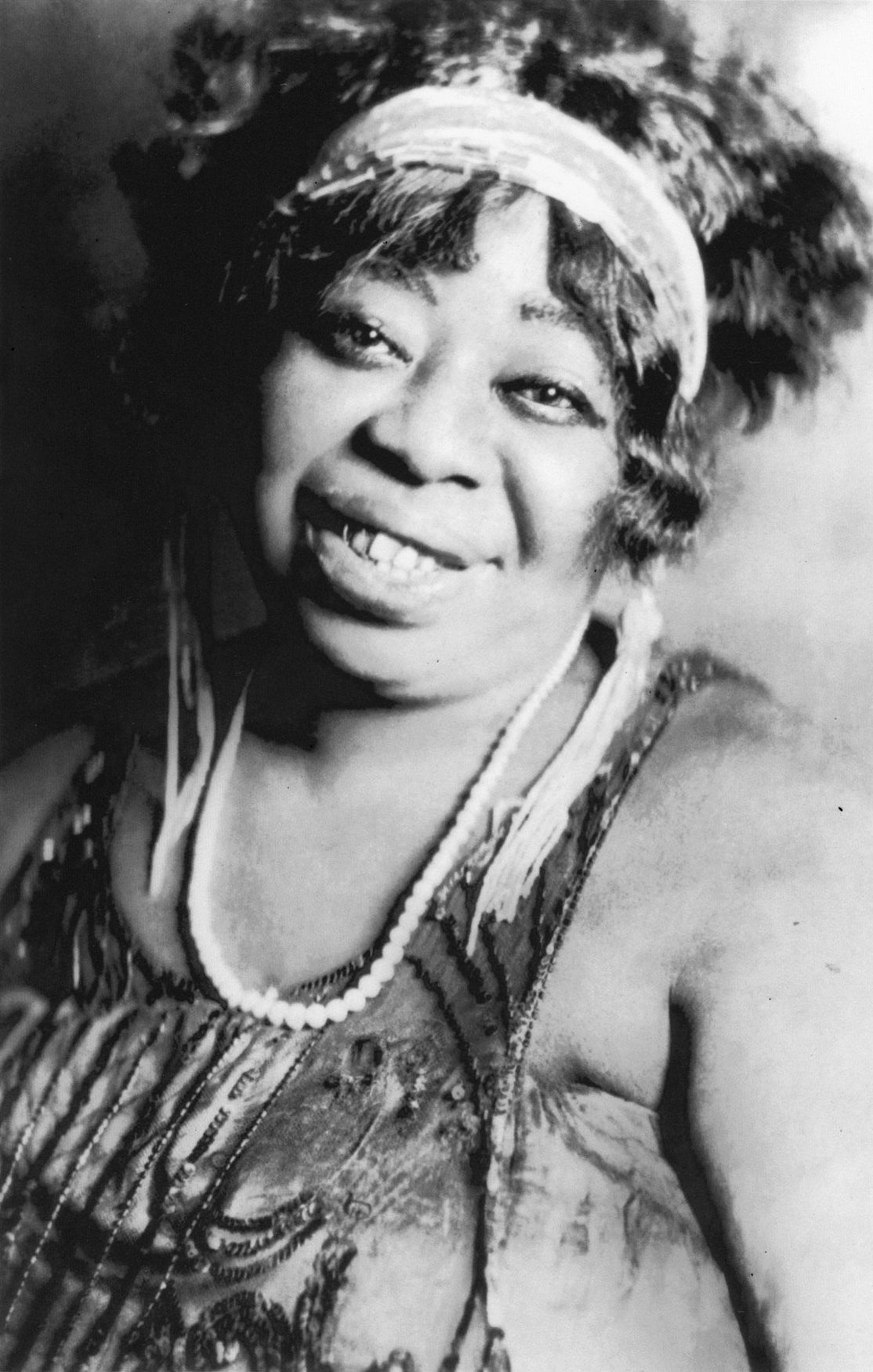
Ma Rainey

- Ma Rainey (1886–1939)[14]
- Elzadie Robinson (1897–1975)[48]

## S

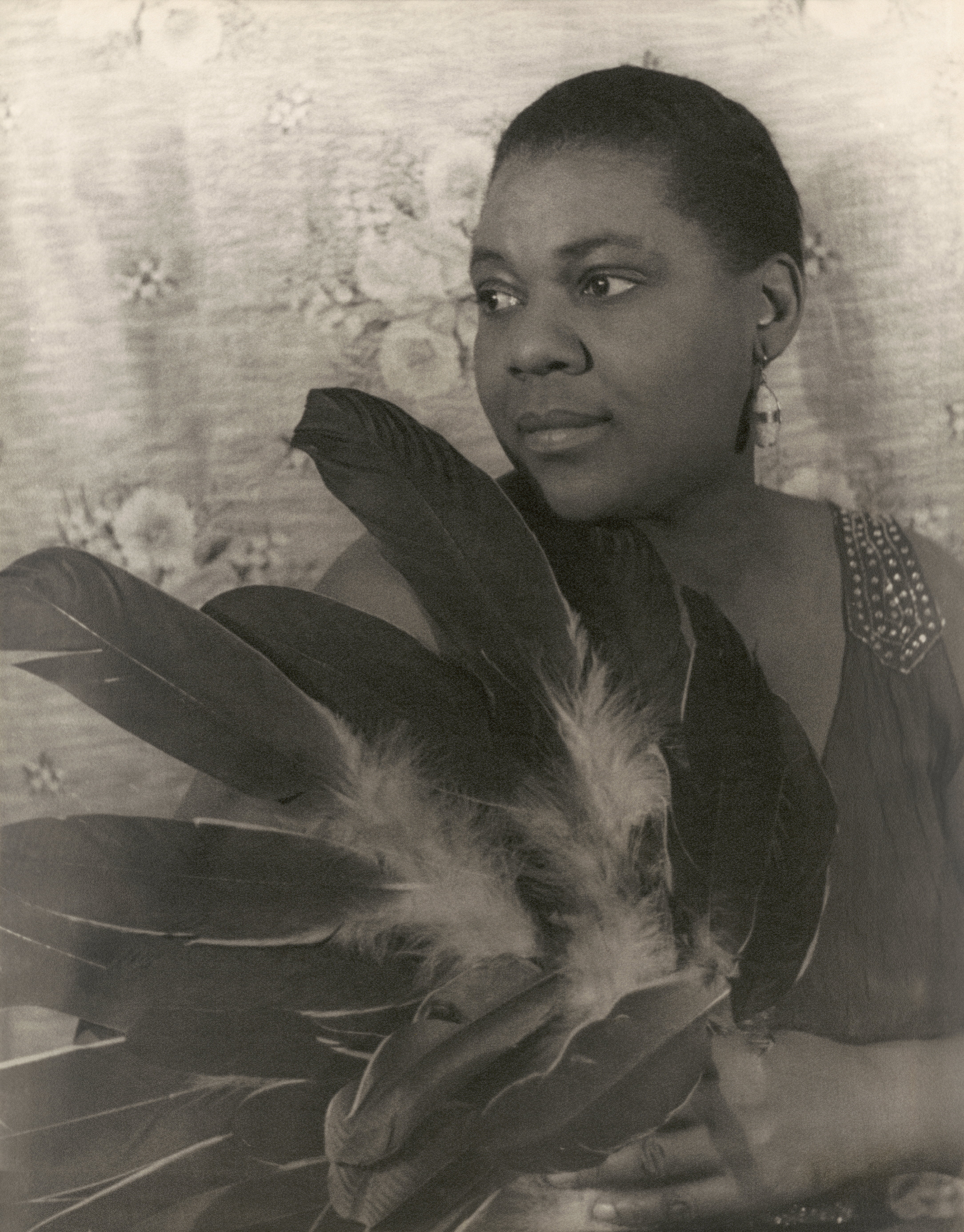
Bessie Smith

- Bessie Smith (1894–1937)[14]
- Clara Smith (1894–1935)[14]
- Laura Smith (1882–1932)[49]
- Mamie Smith (1891–1946)[50]
- Ruby Smith (1903–1977)[51]
- Trixie Smith (≈1888–1943)[52]
- Victoria Spivey (1906–1976)[14]
- Mary Stafford (≈1895–≈1938)[53]
- Hannah Sylvester (1903–1973)[54]

## T
- Eva Taylor (1895–1977)[55]
- Bessie Tucker (≈1906–1933)[56]
- Lavinia Turner (≈1888–nach 1937)[19]

## W

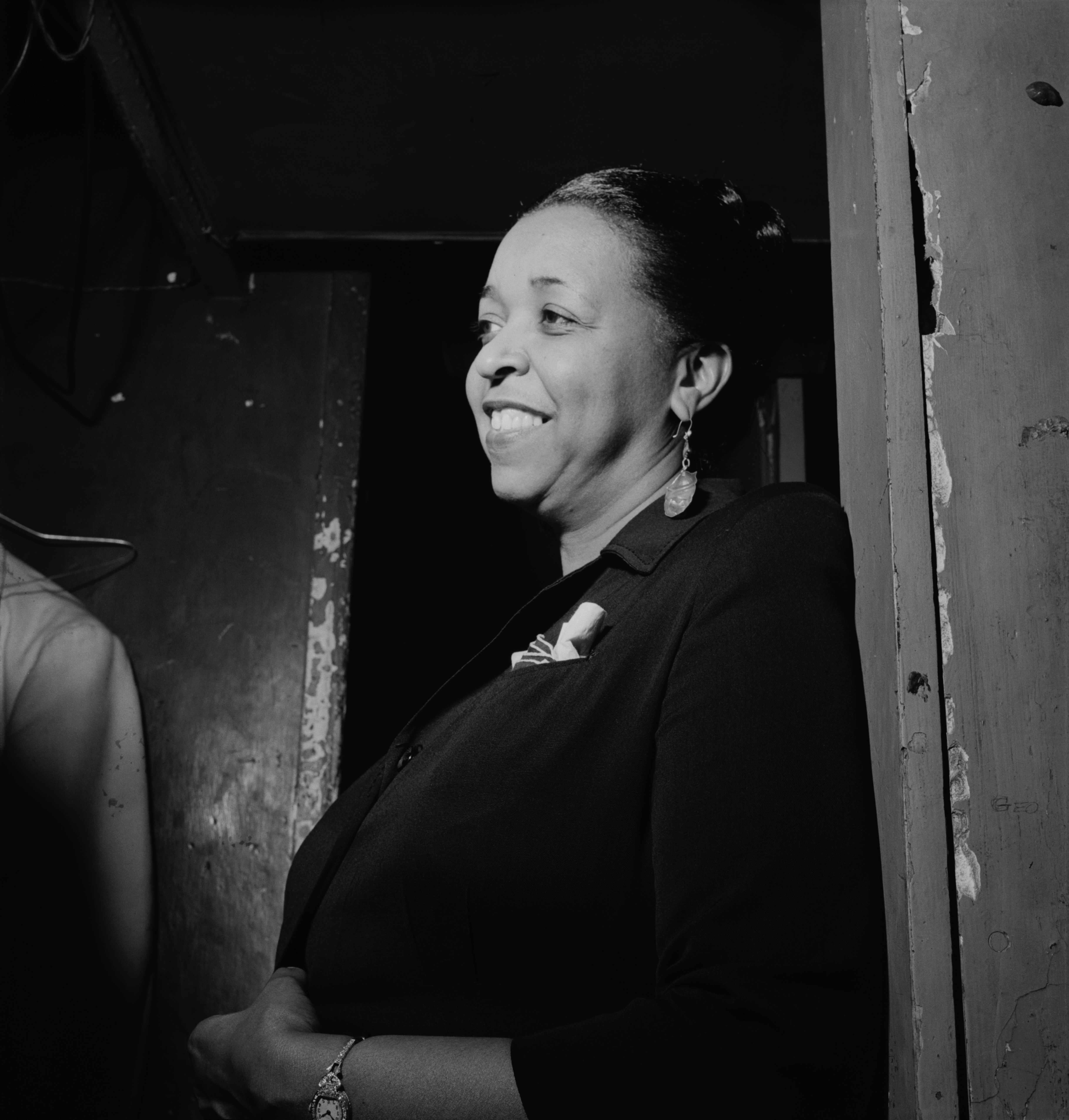
Ethel Waters

- Sippie Wallace (1898–1986)[57]
- Ethel Waters (1896–1977)[52]
- Georgia White (1903–≈1980)[58]
- Edith Wilson (1896–1981)[59]
- Lena Wilson (≈1898–≈1939)[60]

## Y
- Estelle Yancey (1896–1986)[61]